# Casa del Xufero
La casa del Xufero és un edifici de Tortosa (Baix Ebre) inclòs a l'Inventari del Patrimoni Arquitectònic de Catalunya.

## Descripció
De planta rectangular i situada a la cantonada d'una illa de l'anomenatda raval Nova. L'estructura és molt simple, com la majoria de les edificacions de la població de l'últim quart del segle xix i primer terç del xx.
Té planta baixa i dos pisos, amb teulada. L'ordenació dels elements que es presenten a les dues façanes vistes obeeix a esquemes simètrics elementals amb quasi cap concessió plàstica als pisos, excepte el senzill emmarcament de les obertures dels balcons i els seus reixats. A la planta baixa ja s'aplica un altre tractament, donant protagonisme als treballs realitzats en pedra (el material més utilitzat en l'obra del Xufero): emmarcaments de la porta principal, amb l'escut del seu primer propietari, amb les eines de treball esculpides a la clau de l'arc rebaixat, i de les portes laterals, cegades, així com de la cantonada de l'edifici. Aquests treballs i detalls en pedra els tornem a trobar a l'interior (safareigs i pou).

## Història
Aquesta casa fou construïda pel seu propietari, el mestre picapedrer conegut pel sobrenom de "el Xufero", un dels més notables mestres en el seu ofici en tot el raval de Jesús i de la mateixa Tortosa durant el primer terç d'aquest segle xx. Fou un dels primers habitants de la zona en tenir un camió, que utilitzava per a portar la pedra que treia de la pedrera de la Cinta. Tenia el seu taller una mica més amunt d'on avui es troba la casa, on actualment hi ha uns magatzems d'una cooperativa agrícola. "El Xufero" fou afusellat després de la guerra Civil.
La casa no ha estat mai transformada interna o externament, excepte les inevitables obres de manteniment i adequació. Cal recordar que la casa del costat pertanyia al germà del Xufero i fou construïda a la mateixa època, presentant els mateixos elements de pedra característics, com la porta principal.